# Jordi Cortizo
Jordi Cortizo de la Piedra (Santiago de Querétaro, Querétaro, 30 de junio de 1996) es un futbolista mexicano. Juega como extremo derecho y su equipo actual es el Club León de la Primera División de México.

## Trayectoria

### Inicios y Querétaro F. C.
Cortizo llegó a las fuerzas básicas del Querétaro F. C. en 2016, comenzó jugando en la categoría Sub-17 y con el pasar de los torneos logró subir a las categorías de Segunda División de México y Sub-20 del cuadro queretano. El 23 de agosto de 2016 hizo su debut oficial con el club en un partido correspondiente a la jornada 5 de la fase de grupos en Copa MX entrando de cambio al minuto 85' por el brasileño Camilo Sanvezzo.
El 12 de agosto de 2017 hizo su debut en la Primera División entrando de cambio al minuto 70' por Luis Noriega en un juego donde su equipo terminó ganando por marcador de 2-1 ante Monarcas Morelia. Su primer gol con el equipo lo marco el 22 de agosto de ese mismo año en la derrota 1-3 ante el Club Tijuana.

### Club Tijuana
El 17 de junio de 2020 se hace oficial su llegada al Club Tijuana de cara al Apertura 2020. Su debut con el club fue el 26 de junio en la jornada 1 del 2020 ante Atlas, Cortizo entró de cambio al minuto 46' por Edgar López y anotó su primer gol con el equipo al minuto 50', al final el encuentro terminó con una victoria a favor del equipo tijuanense con marcador de 3-1.
El 26 de marzo de 2021 se hace oficial su extensión de contrato con el conjunto xoloitzcuintle hasta el año 2024.

### Club Puebla
El 30 de diciembre de 2021 se da a conocer su llegada al Club Puebla en calidad de préstamo por un año. El 7 de enero jugó su primer partido con el club en liga ante el Club América entrando de cambio al minuto 64' por Ángel Robles, el encuentro terminaría en empate a un gol. 
El 26 de junio de 2022 se hizo oficial su traspaso al club firmando un contrato hasta 2025.

### CF Monterrey
El 2 de diciembre de 2022 se anuncia su traspaso al C. F. Monterrey. Su primer partido con el club fue el 7 de enero en liga ante el Club Deportivo Guadalajara comenzando como suplente y entrando de cambio al 69' por Celso Ortiz, al final su equipo se terminaría cayendo por marcador de 0-1.

## Estadísticas
Actualizado el 12 de febrero de 2025.
| Club                             | Div.          | Temporada     | Liga nacional(1) | Liga nacional(1) | Liga nacional(1) | Copas nacionales(2) | Copas nacionales(2) | Copas nacionales(2) | Torneos internacionales(3) | Torneos internacionales(3) | Torneos internacionales(3) | Total | Total | Total  | Media goleadora |
| Club                             | Div.          | Temporada     | Part.            | Goles            | Asist.           | Part.               | Goles               | Asist.              | Part.                      | Goles                      | Asist.                     | Part. | Goles | Asist. | Media goleadora |
| -------------------------------- | ------------- | ------------- | ---------------- | ---------------- | ---------------- | ------------------- | ------------------- | ------------------- | -------------------------- | -------------------------- | -------------------------- | ----- | ----- | ------ | --------------- |
| Querétaro F. C. · México         | 1.ª           | 2016          | 0                | 0                | 0                | 0                   | 0                   | 0                   | 1                          | 0                          | 0                          | 1     | 0     | 0      | 0.00            |
| Querétaro F. C. · México         | 1.ª           | 2016-17       | 0                | 0                | 0                | 2                   | 0                   | 0                   | 0                          | 0                          | 0                          | 2     | 0     | 0      | 0.00            |
| Querétaro F. C. · México         | 1.ª           | 2017-18       | 15               | 1                | 0                | 10                  | 1                   | 0                   | 0                          | 0                          | 0                          | 25    | 2     | 0      | 0.08            |
| Querétaro F. C. · México         | 1.ª           | 2018-19       | 20               | 0                | 0                | 8                   | 0                   | 0                   | 0                          | 0                          | 0                          | 28    | 0     | 0      | 0.00            |
| Querétaro F. C. · México         | 1.ª           | 2019-20       | 15               | 0                | 1                | 5                   | 2                   | 0                   | 0                          | 0                          | 0                          | 20    | 2     | 1      | 0.10            |
| Querétaro F. C. · México         | Total club    | Total club    | 50               | 1                | 1                | 25                  | 3                   | 0                   | 1                          | 0                          | 0                          | 76    | 4     | 1      | 0.05            |
| C. Tijuana · México              | 1.ª           | 2020-21       | 26               | 2                | 0                | 2                   | 0                   | 0                   | -                          | -                          | -                          | 28    | 2     | 0      | 0.07            |
| C. Tijuana · México              | 1.ª           | 2021          | 11               | 0                | 0                | -                   | -                   | -                   | -                          | -                          | -                          | 11    | 0     | 0      | 0.00            |
| C. Tijuana · México              | Total club    | Total club    | 37               | 2                | 0                | 2                   | 0                   | 0                   | 0                          | 0                          | 0                          | 39    | 2     | 0      | 0.05            |
| C. Puebla · México               | 1.ª           | C-2022        | 14               | 1                | 0                | -                   | -                   | -                   | -                          | -                          | -                          | 14    | 1     | 0      | 0.07            |
| C. Puebla · México               | 1.ª           | A-2022        | 20               | 5                | 0                | -                   | -                   | -                   | -                          | -                          | -                          | 20    | 5     | 0      | 0.25            |
| C. Puebla · México               | Total club    | Total club    | 34               | 6                | 0                | 0                   | 0                   | 0                   | 0                          | 0                          | 0                          | 34    | 6     | 0      | 0.18            |
| C. F. Monterrey · México         | 1.ª           | 2023          | 21               | 1                | 0                | -                   | -                   | -                   | 7                          | 1                          | 0                          | 28    | 2     | 0      | 0.07            |
| C. F. Monterrey · México         | 1.ª           | 2023-24       | 29               | 4                | 5                | -                   | -                   | -                   | 7                          | 0                          | 1                          | 36    | 4     | 6      | 0.11            |
| C. F. Monterrey · México         | 1.ª           | 2024-25       | 15               | 2                | 1                | -                   | -                   | -                   | 4                          | 2                          | 0                          | 19    | 4     | 1      | 0.21            |
| C. F. Monterrey · México         | Total club    | Total club    | 65               | 7                | 6                | 0                   | 0                   | 0                   | 18                         | 3                          | 1                          | 83    | 10    | 7      | 0.12            |
| Total carrera                    | Total carrera | Total carrera | 186              | 16               | 7                | 27                  | 3                   | 0                   | 19                         | 3                          | 1                          | 232   | 22    | 8      | 0.09            |
| (1) Incluye datos de la Copa MX. |               |               |                  |                  |                  |                     |                     |                     |                            |                            |                            |       |       |        |                 |

## Palmarés

### Campeonatos nacionales
| Título              | Club            | País   | Año     |
| ------------------- | --------------- | ------ | ------- |
| Copa MX             | Querétaro F. C. | México | 2016    |
| Supercopa de México | Querétaro F. C. | México | 2016-17 |